# Lola Valverde Lamsfus
Lola Valverde Lamsfus (San Sebastián, Gipúzkoa, 30 de diciembre de 1941) es una historiadora pionera en los estudios de género en el País Vasco. 

## Biografía
María Dolores Valverde Lamsfus, conocida como Lola Valverde Lamsfus, es licenciada en Historia Moderna y Contemporánea en la Universidad de Navarra (1976), y doctora por la  Universidad del País Vasco (UPV/EHU) en el año 1992. Profesora en la UPV/EHU desde 1990. Impartió cursos de doctorado en la Universidad Pública de Navarra/Nafarroako Unibertsitatea desde 1998. Fue profesora de la "Maestría de género" de la Universidad de Rosario enArgentina.  Desde septiembre de 2013 es Catedrática jubilada de Historia Contemporánea de la UPV/EHU continuando su vinculación académica como profesora honoraria.
Ha tenido una especial relevancia en la Sociedad de Estudios Vascos/Eusko Ikaskuntza, institución de la que ha sido secretaria de la sección de Historia (1990-1992), presidenta de la sección de Historia (1992-1994), vicepresidenta por Guipúzcoa (1994-1999), miembro del comité de redacción de la Revista Internacional de los Estudios Vascos (1997-2006), miembro del comité de redacción de la Colección de Fuentes Documentales Medievales del País Vasco (1999-2006), directora de la revista Cuadernos de Sección. Historia y Geografía (1992-1995).
Su trayectoria investigadora se ha centrado, especialmente, en la historia de las mujeres, las relaciones de género, la pobreza y la infancia ilegítima del País Vasco, temas que ha trabajado desde la historia social y la historia cultural. Fue pionera en la historiografía vasca en el tratamiento de estas cuestiones desde una perspectiva de género.
Fue una de las fundadoras del Fórum Feminista "María de Maeztu" (1988). Socia de la Asociación Española de Investigación de Historia de las Mujeres (AEIHM). Y presidenta del Patronato de Iura Vasconiae, Fundación para el Estudio del Derecho Histórico y Autonómico de Vasconia (2008-2014).

## Obra
- Historia de Guipúzcoa, San Sebastián: Txertoa, 1984.[8]
- Entre el deshonor y la miseria: Infancia abandonada en Guipúzcoa y Navarra, siglos XVIII y XIX, Bilbao: Universidad del País Vasco/Euskal Herriko Unibertsitatea, 1994.[9]
- Familia, ezkontzak eta genero-harremanak Azpeitian/ Historia de la familia, el matrimonio y las relaciones de género en Azpeitia, Azpeitia: Ayuntamiento de Azpeitia, 2011.[10]
- Illegitimacy and children abandonment at Basque Country in Modern Age. Poor Women and Children in the European Past, London: Routledge, 1992.

## Premios y reconocimientos
- Presidenta de Honor de la Asociación "Derecho a saber".[1]